# Torre Moratxa
|  | Per a altres significats, vegeu «Torre Moratxa (cim)». |

Torre Moratxa és una antiga atalaia de Torroella de Montgrí declarada bé cultural d'interès nacional al cim del turó de la Torre Moratxa. Les restes d'una torre, d'una habitació en part excavada a la roca amb un paviment d’opus testaceum i d'altres parets. La torre té una alçada d'uns 4 metres i a l'interior conserva una cúpula a la part inferior. El permanent és de pedres toscament desbastades. Aquesta torre, datada cap al final de l'època medieval, sembla feta amb posterioritat a les altres parets restants, les quals podrien correspondre a l'antic castell de Rocamaura.
En el testament del comte Ponç I d'Empúries, de l'any 1078, és esmentat el castell de Roca Maura, ja que el comte el deixava als seus fills Hug i Berenguer. Per un document del finals del segle xi o principis del xii, conservat al Cartulari de Carlemany, se sap que el castell depenia dels senyors de Torroella, que possiblement el tenien com a feu pels comtes d'Empúries.